# 志水見千子
志水 見千子（しみず みちこ、1970年9月22日 - ）は、京都府竹野郡網野町（現・京丹後市）出身の元日本女子陸上競技の中距離走・長距離走選手である。

## 来歴
小学校のマラソン大会で優勝した事がきっかけで、陸上競技の道に進む。1989年に網野高等学校を卒業後、小出義雄率いるリクルートへ入社。同期に有森裕子がいる。
1996年のアトランタオリンピック女子5000m決勝レースでは、15分9秒05の日本新（当時）をマークし、惜しくも五輪メダルは届かなったが4位入賞を果たす。日本女子の五輪トラック競技の4位以内の成績は、1928年アムステルダムオリンピック女子800m銀メダル（2位）の人見絹枝以来、68年ぶりという快挙を達成した。
ほか、1994年のアジア競技大会では女子3000mで出場。また、1995年と1999年の世界陸上と1998年のアジア競技大会、さらに2000年のシドニーオリンピックにも、それぞれ女子5000mで日本代表として出場した。
リクルートではキャプテンを務めていたが、2001年9月にリクルートを退社。2001年から2002年には、京都産業大学陸上部女子長距離コーチも務めていたが、2007年より、都内・横浜にて、市民ランナーを指導している。
2020年4月に創設される東京メトロ女子駅伝部監督に就任することが発表されている。

## 主な成績
- 1994年10月 広島アジア競技大会 3000m （4位）
- 1995年8月 世界陸上イェーテボリ大会 5000m （決勝・12位）
- 1996年7月 アトランタオリンピック 5000m 15分09秒05（決勝記録・4位入賞）
- 1998年12月 バンコクアジア競技大会 3000m （3位・銅メダル獲得）
- 1999年8月 世界陸上セビリア大会 5000m （決勝・15位）
- 2000年9月 シドニーオリンピック 5000m 15分48秒20（予選記録・10着）

## 関連書籍
- 『走る!　有森裕子・志水見千子・千葉真子 アトランタ1996の激走』（伊勢暁史著、双葉社、1996/10、ISBN 978-4575286298）